# Sosteamorphus
Sosteamorphus é um género de escaravelho aquático da família Dryopidae, descrito por Hinton em 1936. Inclui como espécie única descrita a espécie Sosteamorphus verrucatus Hinton, 1936.